# Doire (rivière)
Pour les articles homonymes, voir Doire.
La Doire est une rivière française du Massif central qui coule dans le département du Cantal. C'est un affluent de la Bertrande et donc un sous-affluent de la Dordogne.

## Géographie

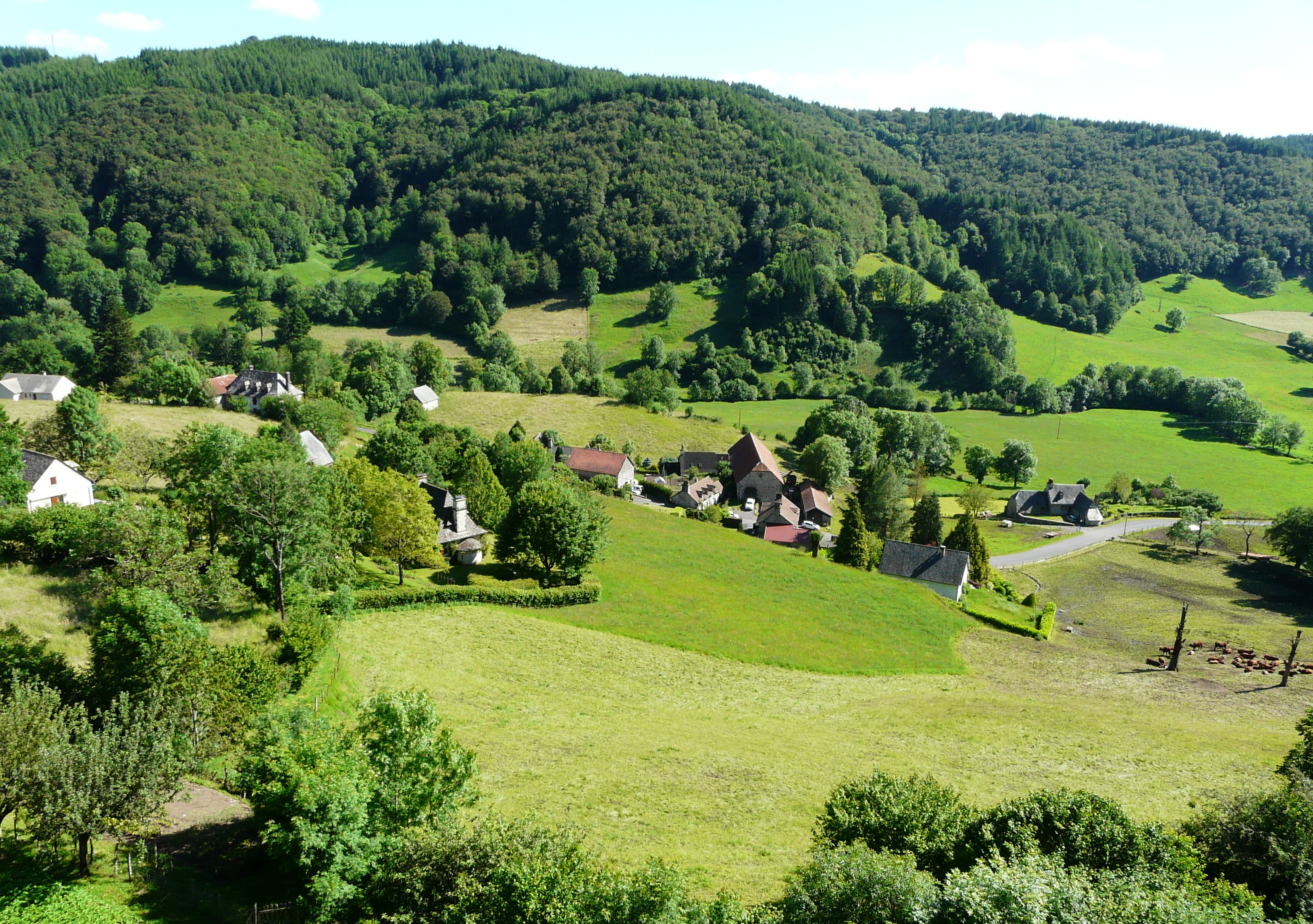
La vallée à Tournemire.

La Doire prend sa source vers 1 310 mètres d’altitude dans les monts du Cantal, au cœur du parc naturel régional des volcans d'Auvergne, dans le département du Cantal, en région administrative Auvergne-Rhône-Alpes. L'endroit se trouve sur les pentes sud-ouest du puy de Bassierou, proche du col de Légal, sur la commune de Saint-Projet-de-Salers.
Elle est franchie par les routes départementales (RD) 35 et 60, et passe au sud du village de Tournemire puis à l'est du bourg de Saint-Cernin. Elle passe sous la RD 922 et reçoit en rive droite son principal affluent, le ruisseau de Marzes. Elle passe en contrebas au sud du village de Saint-Cirgues-de-Malbert et rejoint la Bertrande en rive gauche, trois kilomètres plus loin, vers 503 mètres d'altitude, en limite des communes de Saint-Cirgues-de-Malbert et Saint-Illide.
Globalement de direction est-ouest, la Doire est longue de 25,8 km.

### Communes et département traversés
Dans le département du Cantal, la Doire arrose sept communes, soit d'amont vers l'aval : Saint-Projet-de-Salers (source), Lascelle , Girgols, Tournemire, Saint-Cernin, Saint-Cirgues-de-Malbert (confluent avec la Bertrande), et Saint-Illide (confluent avec la Bertrande).

### Environnement
La partie amont de la rivière jusqu'à Tournemire est intégralement comprise dans le parc naturel régional des volcans d'Auvergne.
Le cours de la Doire et sa vallée en amont de la route départementale 60 font concernées par deux zones naturelles d'intérêt écologique, faunistique et floristique (ZNIEFF) : la ZNIEFF de type II « Monts du Cantal »,, qui inclut une autre ZNIEFF de type I, « Versants du col de Legal »,.

### Bassin versant
La Doire traverse une zone hydrographique pour une superficie totale de 60 km2 selon le Sandre. Ce bassin versant est constitué à 51,19 % de « forêts et milieux semi-naturels », à 47,18 % de « territoires agricoles », et à 1,12 % de « territoires artificialisés ».

## Affluents
Parmi les sept affluents répertoriés par le Sandre, un seul a une longueur supérieure à cinq kilomètres : le ruisseau de Marzes, 11,6 km, en rive droite. Il passe au pied des vestiges du château de Marzes dont il ne reste que la tour et un petit bâtiment remanié.
La Doire ayant plusieurs sous-affluents, son rang de Strahler est de trois.

## Monuments ou sites remarquables à proximité
- À Tournemire, l'un des plus beaux villages de France :
  - le château d'Anjony des XVe et XVIIIe siècles[8] ;
  - l'église Saint-Jean-Baptiste des XIIe et XVe siècles[9] ;
- à Saint-Cernin :
  - l'église Saint-Cernin des XVe et XVIIIe siècles[10] et son clocher-peigne massif ;
  - le château de Faussanges du XVIIIe – XIXe siècle[11] ;
  - le château du Cambon des XIVe et XVIIIe siècles[12] ;
  - le château de Cros ;
- l'église Saint-Cyr romane de Saint-Cirgues-de-Malbert[13].

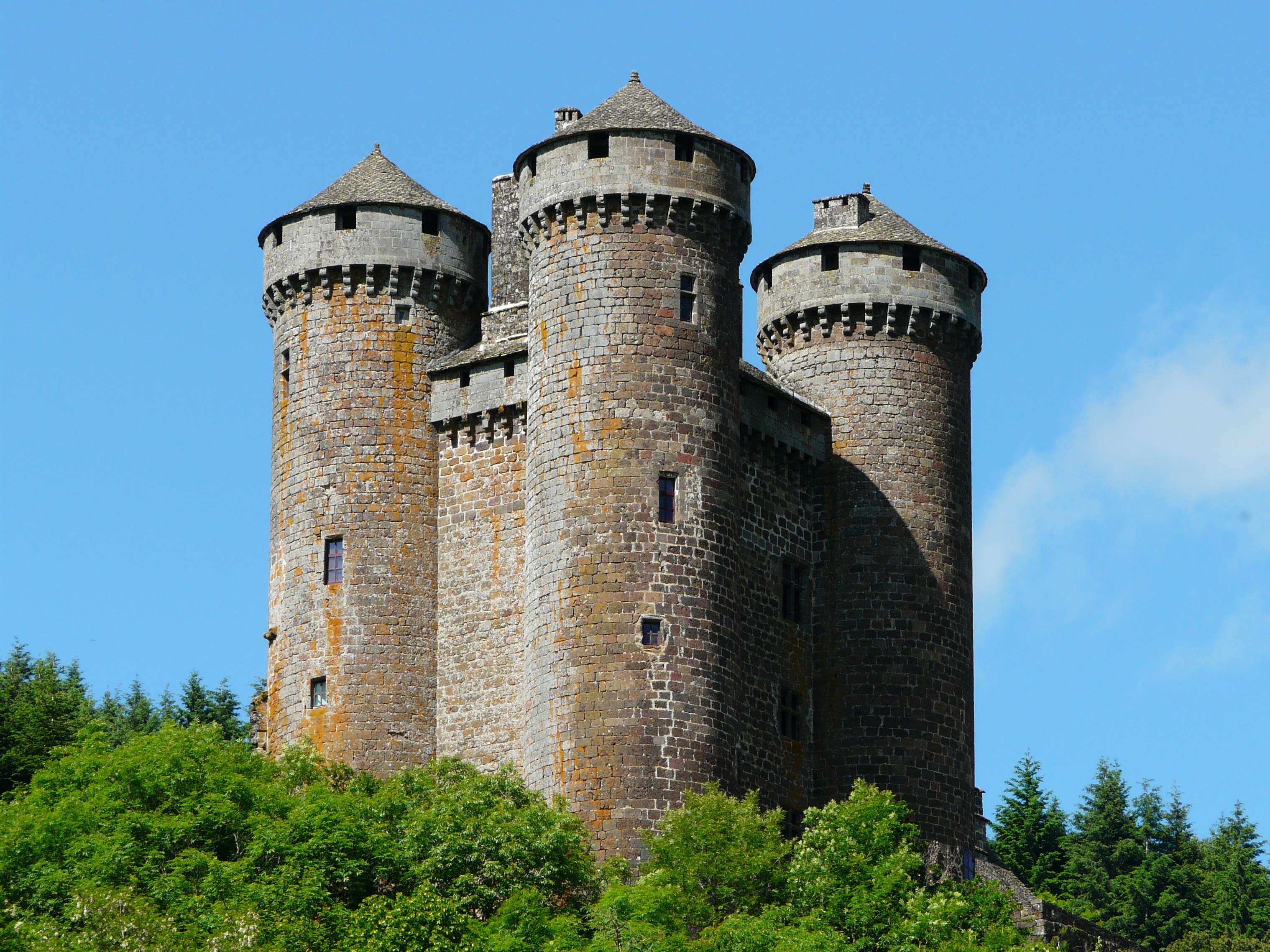
Le château d'Anjony.
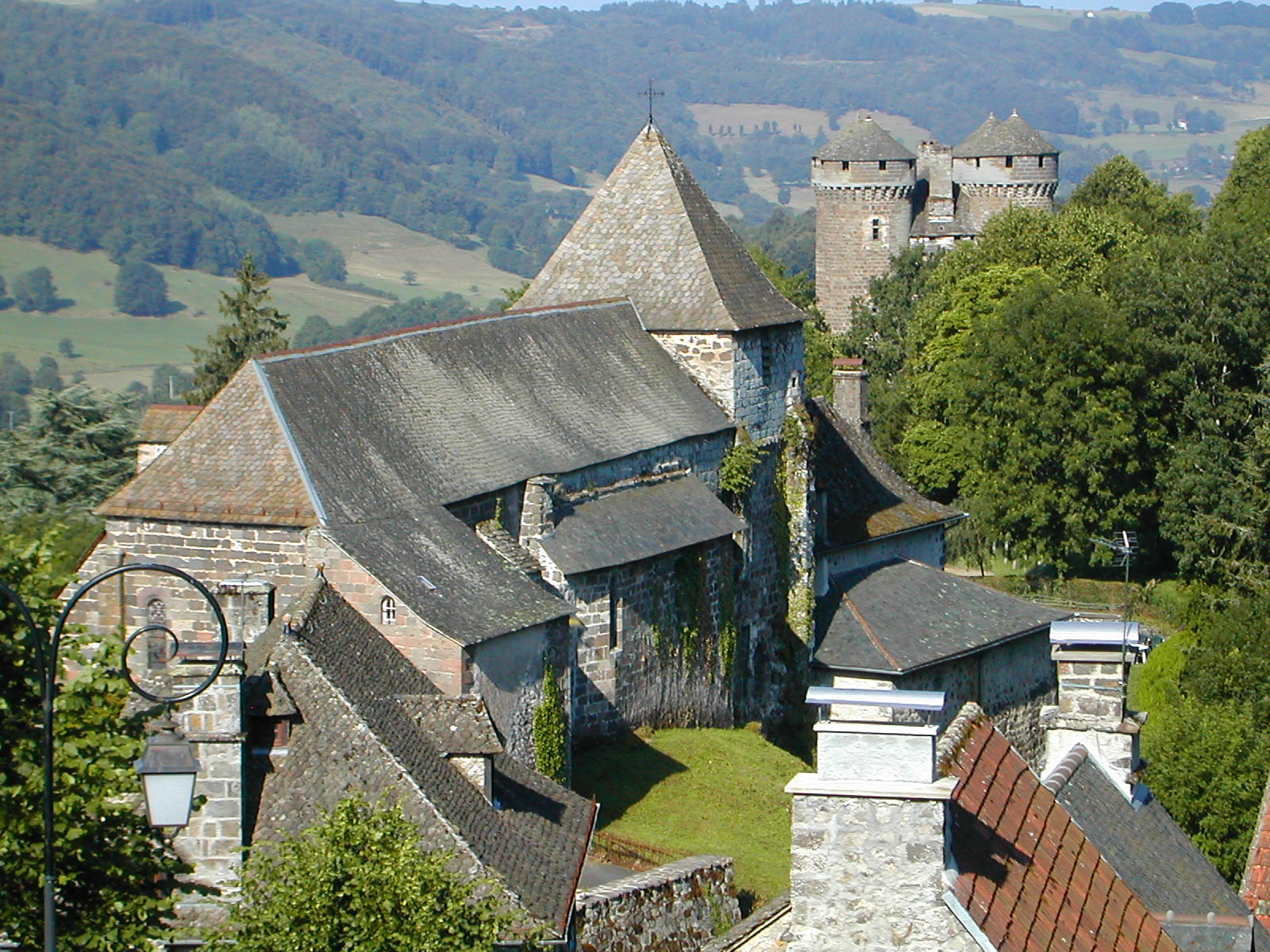
L'église de Tournemire.
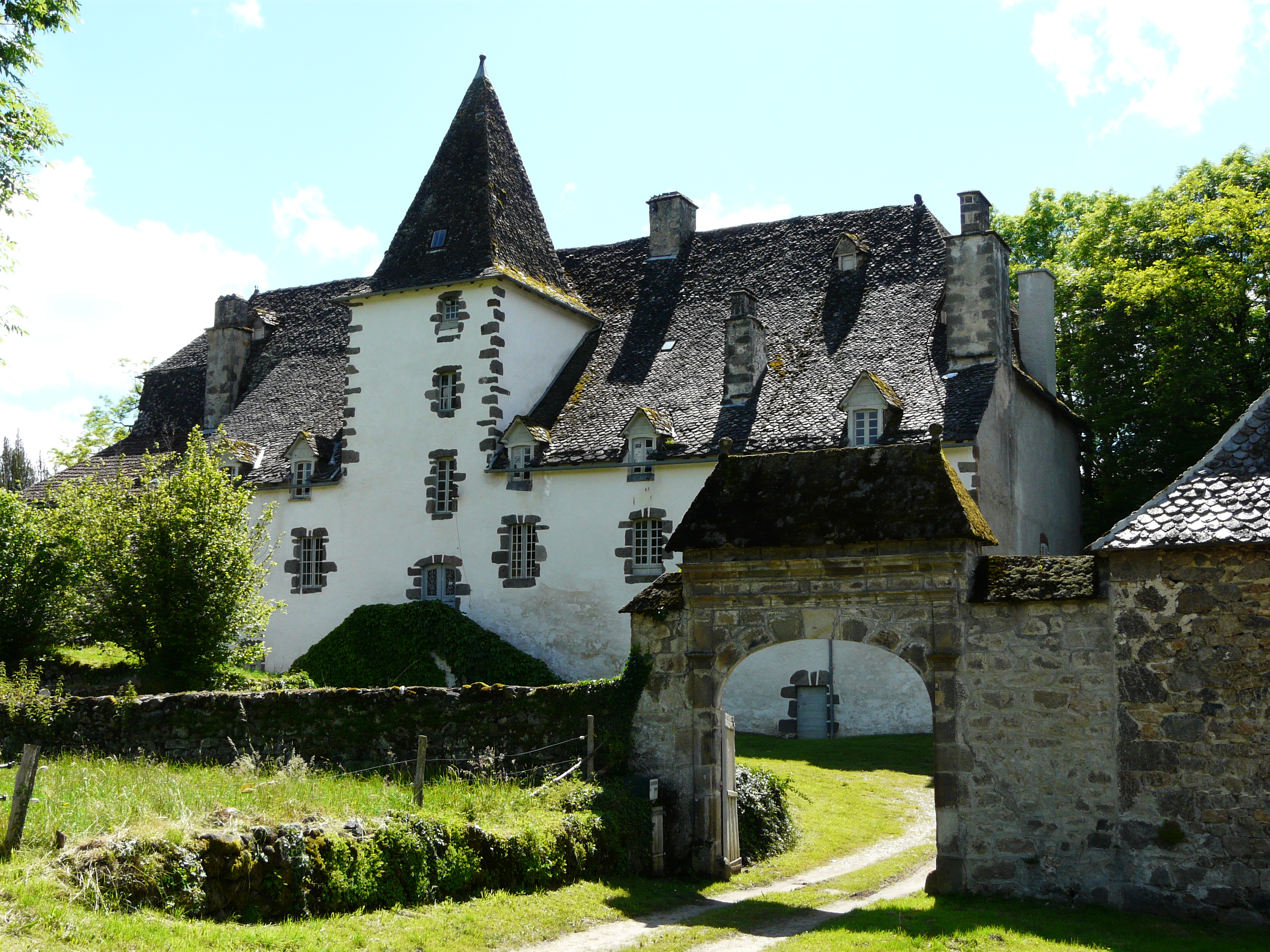
Le château du Cambon.
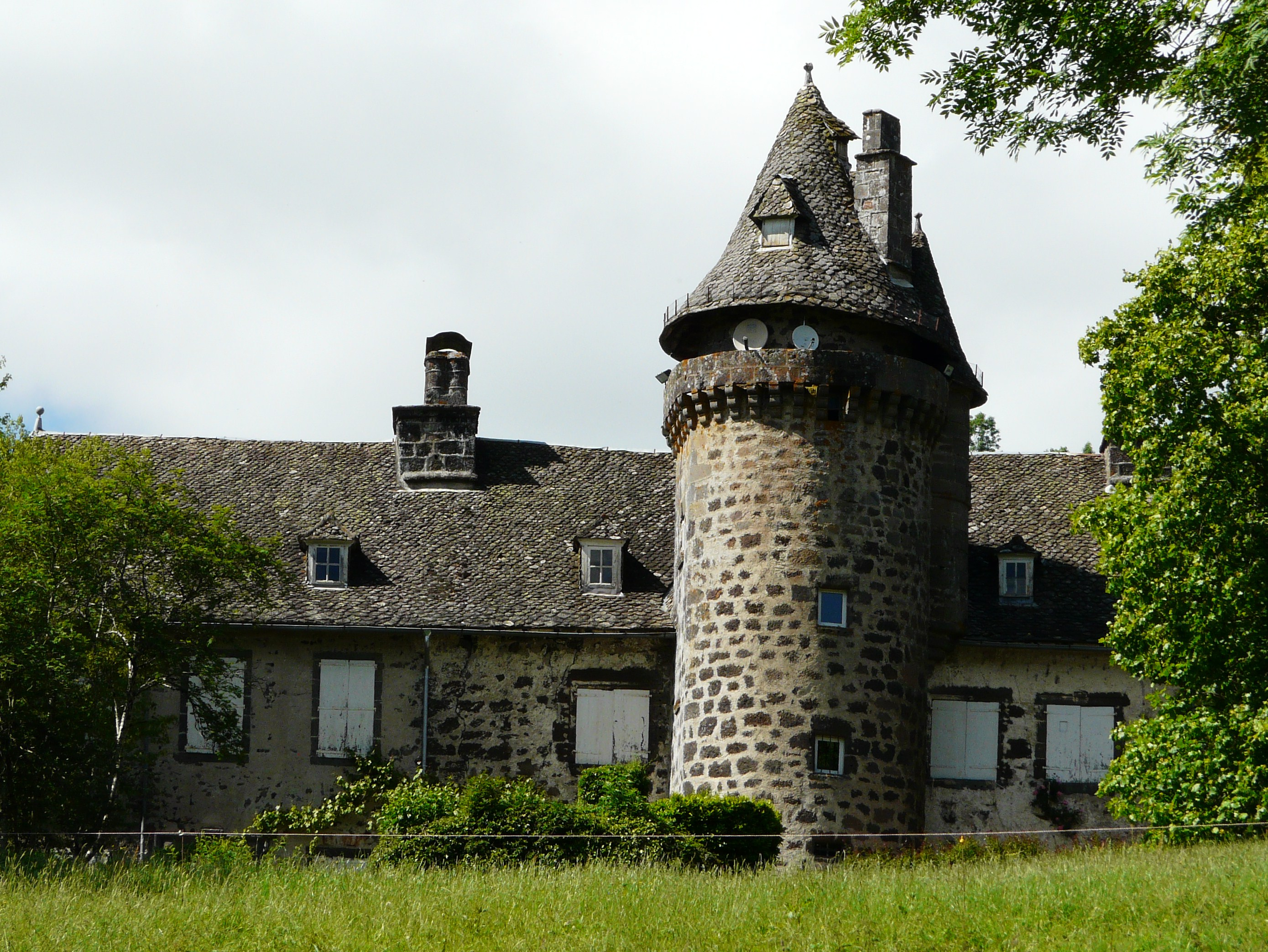
Le château de Cros.

## Galerie de photos

La Doire
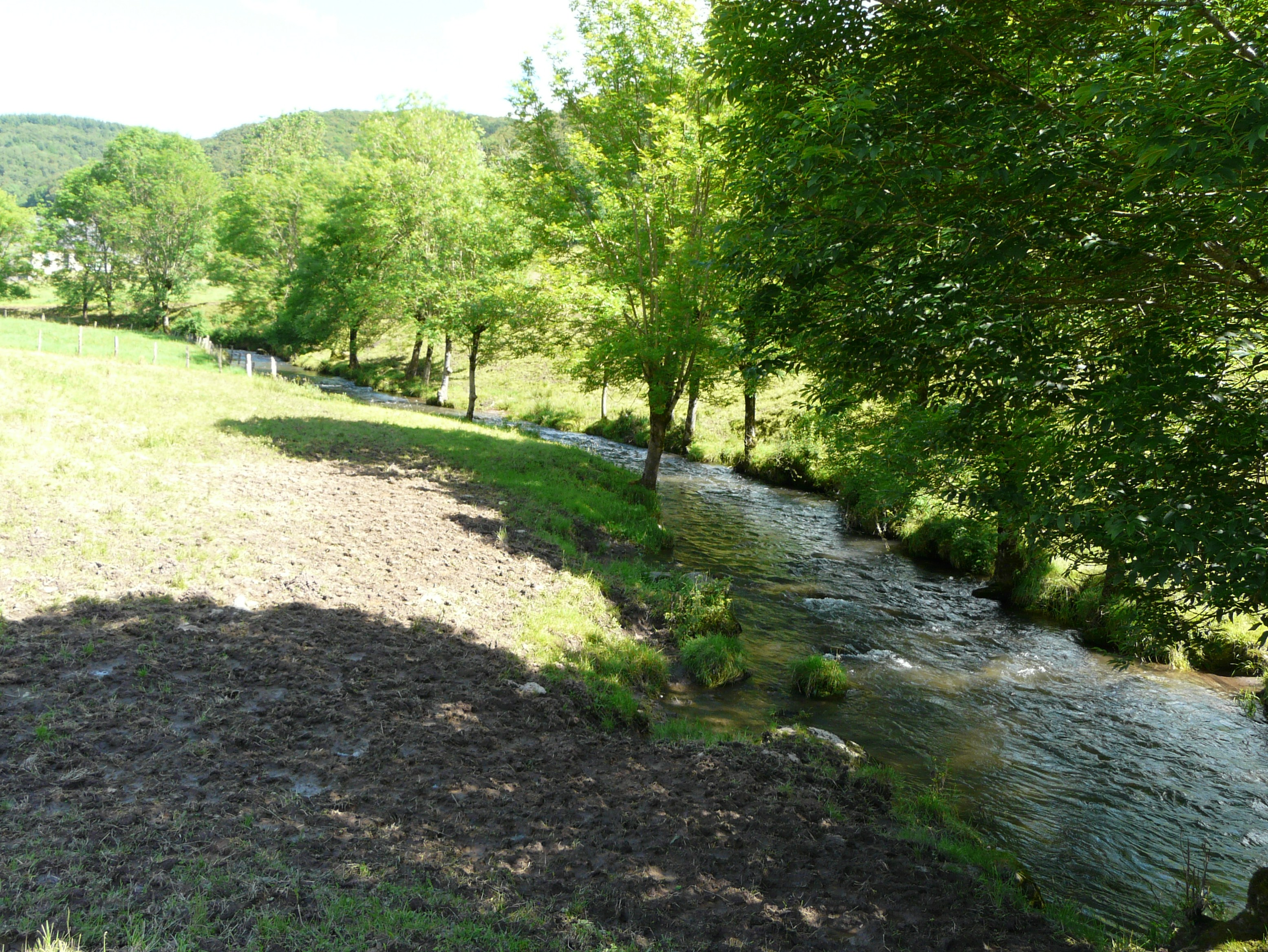
À Tournemire.
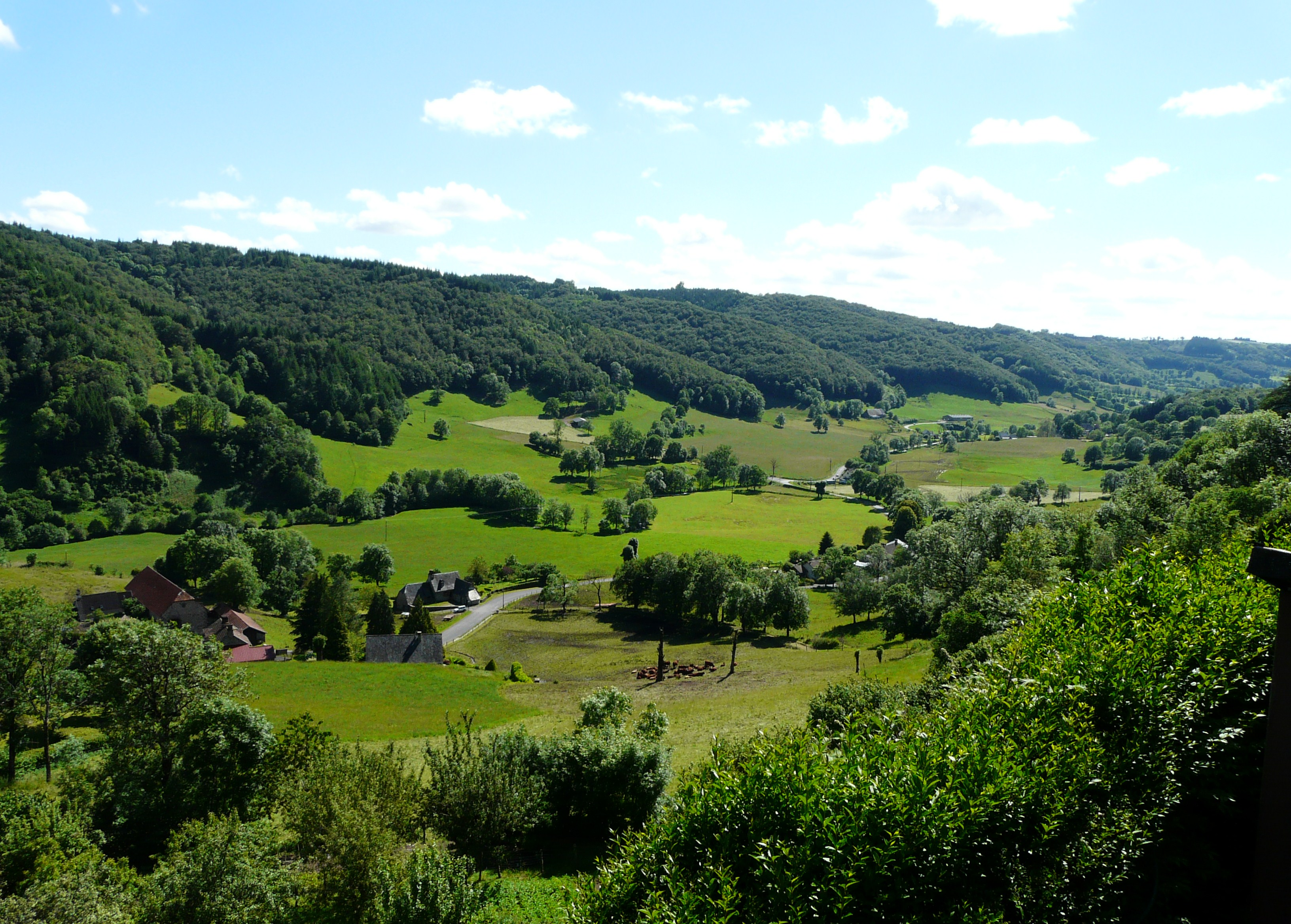
La vallée à Tournemire.
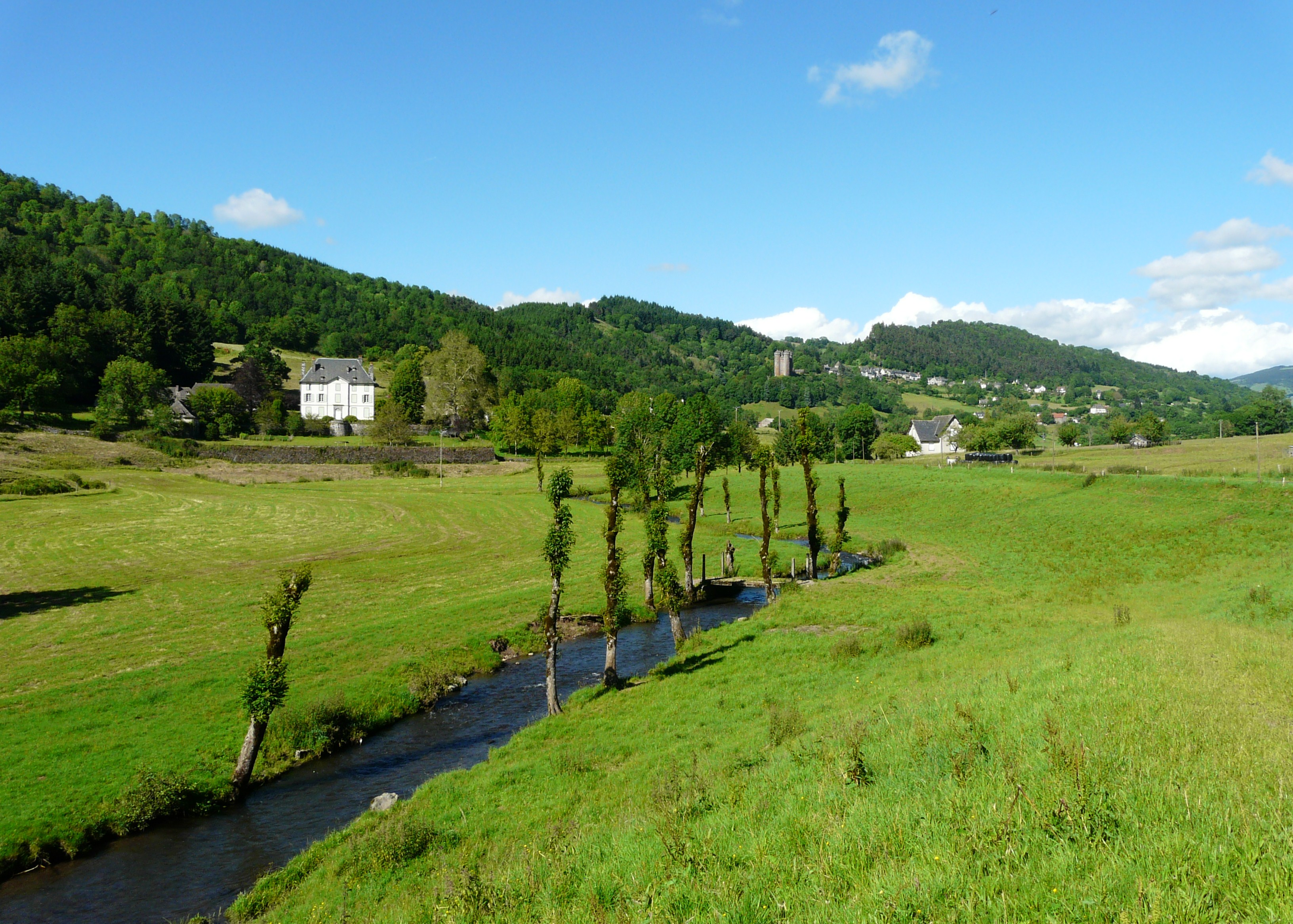
À Saint-Cernin.